# الحادرة
الحادرة من شعراء الجاهلية المقلين، لقب بهذا اللقب لضخامة جسمه. له ديوان شعر جمعه محمد بن عباس اليزيدي. و«الحادرة» أو «الحويدرة» هو «المرتفع من الجبال» كذلك هو «الحسن السمين»، وهو لقب لحقه إثر قوله

## نسبه
هو قطبة بن محصن بن جرول بن حبيب بن عبد العزى الذبياني الغطفاني، فهو من بني غطفان، ومما يذكر أن يقبه «الحادرة» قد طغى على اسمه؛ فلم يشتهر إلا به.

## من شعره
أورد له صاحبُ المفضليات قصيدة عينيّة مطلعها:
ورغم قلّة شعره؛ فإن شاعرية الحادرة تستنِد إلى صدق الشاعر لا إلى كمّ الشعر ذاته. كما اعتنى كل من الأصمعي والمفضل الضبي بشعره.